# Grand Prix Japonska
Grand Prix Japonska je závod mistrovství světa Formule 1. První dvě Grand Prix se konaly na okruhu Fudži. Od roku 1987 se jezdilo na okruhu Suzuka, který si získal pověst jednoho z nejnáročnějších okruhů F1. V roce 2007 se Grand Prix přestěhovala zpět do Fudži. Po druhém závodě v roce 2008 se závod vrátil do Suzuky.

## Vítězové Grand Prix Japonska
Tučně jsou znázorněni účastníci aktuální sezóny šampionátu Formule 1.
 Růžové pozadí znázorňuje závody, které nebyly součástí šampionátů Formule 1.

### Opakovaná vítězství (jezdci)
| Počet vítězství | Jezdec             | Roky                               |
| --------------- | ------------------ | ---------------------------------- |
| 6               | Michael Schumacher | 1995, 1997, 2000, 2001, 2002, 2004 |
| 5               | Lewis Hamilton     | 2007, 2014, 2015, 2017, 2018       |
| 4               | Sebastian Vettel   | 2009, 2010, 2012, 2013             |
| 4               | Max Verstappen     | 2022, 2023, 2024, 2025             |
| 2               | Yoshikazu Sunako   | 1966, 1969                         |
| 2               | Motoharu Kurosawa  | 1969, 1973                         |
| 2               | Gerhard Berger     | 1987, 1991                         |
| 2               | Ayrton Senna       | 1988, 1993                         |
| 2               | Damon Hill         | 1994, 1996                         |
| 2               | Mika Häkkinen      | 1998, 1999                         |
| 2               | Fernando Alonso    | 2006, 2008                         |

### Opakovaná vítězství (týmy)
| Počet vítězství | Konstruktér | Roky                                                 |
| --------------- | ----------- | ---------------------------------------------------- |
| 9               | McLaren     | 1977, 1988, 1991, 1993, 1998, 1999, 2005, 2007, 2011 |
| 8               | Red Bull    | 2009, 2010, 2012, 2013, 2022, 2023, 2024, 2025       |
| 7               | Ferrari     | 1987, 1997, 2000, 2001, 2002, 2003, 2004             |
| 6               | Mercedes    | 2014, 2015, 2016, 2017, 2018, 2019                   |
| 3               | Benetton    | 1989, 1990, 1995                                     |
| 3               | Williams    | 1992, 1994, 1996                                     |
| 2               | Lotus       | 1963, 1976                                           |
| 2               | Nissan      | 1968, 1969                                           |
| 2               | March       | 1973, 1975                                           |
| 2               | Renault     | 2006, 2008                                           |

### Opakovaná vítězství (dodavatelé motorů)
| Počet vítězství | Dodavatel  | Roky                                                             |
| --------------- | ---------- | ---------------------------------------------------------------- |
| 11              | Mercedes*  | 1998, 1999, 2005, 2007, 2011, 2014, 2015, 2016, 2017, 2018, 2019 |
| 10              | Renault    | 1992, 1994, 1995, 1996, 2006, 2008, 2009, 2010, 2012, 2013       |
| 8               | Ford**     | 1963, 1964, 1972, 1976, 1977, 1989, 1990, 1993                   |
| 7               | Ferrari    | 1987, 1997, 2000, 2001, 2002, 2003, 2004                         |
| 3               | BMW        | 1973, 1975, 1976                                                 |
| 3               | Honda RBPT | 2023, 2024, 2025                                                 |
| 2               | Honda      | 1988, 1991                                                       |

* V letech 1968-1993 působil jako Cosworth.

** V letech 1997-2003 působil jako Ilmor.

### Vítězové v jednotlivých letech
| Rok         | Jezdec             | Konstruktér         | Trať           | Výsledky  |
| ----------- | ------------------ | ------------------- | -------------- | --------- |
| 2025        | Max Verstappen     | Red Bull-Honda RBPT | Suzuka Circuit | Výsledky  |
| 2024        | Max Verstappen     | Red Bull-Honda RBPT | Suzuka Circuit | Výsledky  |
| 2023        | Max Verstappen     | Red Bull-Honda RBPT | Suzuka Circuit | Výsledky  |
| 2022        | Max Verstappen     | Red Bull-RBPT       | Suzuka Circuit | Výsledky  |
| 2019        | Valtteri Bottas    | Mercedes            | Suzuka Circuit | Výsledky  |
| 2018        | Lewis Hamilton     | Mercedes            | Suzuka Circuit | Výsledky  |
| 2017        | Lewis Hamilton     | Mercedes            | Suzuka Circuit | Výsledky  |
| 2016        | Nico Rosberg       | Mercedes            | Suzuka Circuit | Výsledky  |
| 2015        | Lewis Hamilton     | Mercedes            | Suzuka Circuit | Výsledky  |
| 2014        | Lewis Hamilton     | Mercedes            | Suzuka Circuit | Výsledky  |
| 2013        | Sebastian Vettel   | Red Bull-Renault    | Suzuka Circuit | Výsledky  |
| 2012        | Sebastian Vettel   | Red Bull-Renault    | Suzuka Circuit | Výsledky  |
| 2011        | Jenson Button      | McLaren-Mercedes    | Suzuka Circuit | Výsledky  |
| 2010        | Sebastian Vettel   | Red Bull-Renault    | Suzuka Circuit | Výsledky  |
| 2009        | Sebastian Vettel   | Red Bull-Renault    | Suzuka Circuit | Výsledky  |
| 2008        | Fernando Alonso    | Renault             | Fuji Speedway  | Výsledky  |
| 2007        | Lewis Hamilton     | McLaren-Mercedes    | Fuji Speedway  | Výsledky  |
| 2006        | Fernando Alonso    | Renault             | Suzuka Circuit | Výsledky  |
| 2005        | Kimi Räikkönen     | McLaren-Mercedes    | Suzuka Circuit | Výsledky  |
| 2004        | Michael Schumacher | Ferrari             | Suzuka Circuit | Výsledky  |
| 2003        | Rubens Barrichello | Ferrari             | Suzuka Circuit | Výsledky  |
| 2002        | Michael Schumacher | Ferrari             | Suzuka Circuit | Výsledky  |
| 2001        | Michael Schumacher | Ferrari             | Suzuka Circuit | Výsledky  |
| 2000        | Michael Schumacher | Ferrari             | Suzuka Circuit | Výsledky  |
| 1999        | Mika Häkkinen      | McLaren-Mercedes    | Suzuka Circuit | Výsledky  |
| 1998        | Mika Häkkinen      | McLaren-Mercedes    | Suzuka Circuit | Výsledky  |
| 1997        | Michael Schumacher | Ferrari             | Suzuka Circuit | Výsledky  |
| 1996        | Damon Hill         | Williams-Renault    | Suzuka Circuit | Výsledky  |
| 1995        | Michael Schumacher | Benetton-Renault    | Suzuka Circuit | Výsledky  |
| 1994        | Damon Hill         | Williams-Renault    | Suzuka Circuit | Výsledky  |
| 1993        | Ayrton Senna       | McLaren-Ford        | Suzuka Circuit | Výsledky  |
| 1992        | Riccardo Patrese   | Williams-Renault    | Suzuka Circuit | Výsledky  |
| 1991        | Gerhard Berger     | McLaren-Honda       | Suzuka Circuit | Výsledky  |
| 1990        | Nelson Piquet      | Benetton-Ford       | Suzuka Circuit | Výsledky  |
| 1989        | Alessandro Nannini | Benetton-Ford       | Suzuka Circuit | Výsledky  |
| 1988        | Ayrton Senna       | McLaren-Honda       | Suzuka Circuit | Výsledky  |
| 1987        | Gerhard Berger     | Ferrari             | Suzuka Circuit | Výsledky  |
| 1986 - 1978 | Nejelo se          | Nejelo se           | Nejelo se      | Nejelo se |
| 1977        | James Hunt         | McLaren-Ford        | Fuji Speedway  | Výsledky  |
| 1976        | Mario Andretti     | Lotus-Ford          | Fuji Speedway  | Výsledky  |
| 1975        | Masahiro Hasemi    | March               | Fuji Speedway  | Výsledky  |
| 1974        | Nejelo se          | Nejelo se           | Nejelo se      | Nejelo se |
| 1973        | Motoharu Kurosawa  | March               | Fuji Speedway  | Výsledky  |
| 1972        | John Surtees       | Surtees             | Fuji Speedway  | Výsledky  |
| 1971        | Kuniomi Nagamatsu  | Mitsubishi          | Fuji Speedway  | Výsledky  |
| 1970        | Nejelo se          | Nejelo se           | Nejelo se      | Nejelo se |
| 1969        | Motoharu Kurosawa  | Nissan              | Fuji Speedway  | Výsledky  |
| 1968        | Moto Kitano        | Nissan              | Fuji Speedway  | Výsledky  |
| 1967        | Tetsu Ikuzawa      | Porsche             | Fuji Speedway  | Výsledky  |
| 1966        | Yoshikazu Sunako   | Prince              | Fuji Speedway  | Výsledky  |
| 1965        | Nejelo se          | Nejelo se           | Nejelo se      | Nejelo se |
| 1964        | Michael Knight     | Brabham             | Suzuka Circuit | Výsledky  |
| 1963        | Peter Warr         | Lotus-Cosworth      | Suzuka Circuit | Výsledky  |